# Bassett (Nebraska)
Bassett település az Amerikai Egyesült Államok Nebraska államában, Rock megyében, melynek megyeszékhelye is. Lakosainak száma 538 fő (2020. április 1.).

## Népesség
A település népességének változása:

| 2010 | 619 |
| 2020 | 538 |